# Athletics Cook Islands
La Athletics Cook Islands (ACI) è la federazione sportiva che si occupa dell'atletica leggera nelle Isole Cook.

## Storia
Venne fondata nel 1962 con il nome di Cook Islands Amateur Athletics Association da Percy Henderson e si affiliò alla World Athletics nel 1966. È affiliata anche alla Oceania Athletics Association e al Associazione Sportiva e Comitato Olimpico Nazionale delle Isole Cook (CISNOC).

## Consiglio federale
- Presidente:
  - Ina Marsters
- Vicepresidente:
  - William Carfax Foster
- Segretario federale:
  - Sharon Marsters
- Assistente Segretario Federale:
  - Vivian Vandogen
- Tesoriere:
  - Melanie Wilson
- Membri:
  - John Teiti, Teaea Parima, Robert Graham, Tapu Paitai, Mark Sherwin, Inangaro Tupuna
- Rappresentanti CISNOC:
  - William Carefax Foster, Melanie Wilson

### Presidenti
- Hugh Ngamata Henry (1979 - ?)
- Anne Tierney (? - ?)
- Ina Marsters (? - in carica)